# Guillaume Laurant
Guillaume Laurant (San Quintino, 22 novembre 1961) è uno sceneggiatore e scrittore francese.

## Filmografia
- Un samedi sur la Terre, regia di Diane Bertrand (1996)
- Il favoloso mondo di Amélie (Le Fabuleux Destin d'Amélie Poulain), regia di Jean-Pierre Jeunet (2001)
- Effroyables jardins - I giardini crudeli della vita (Effroyables jardins), regia di Jean Becker (2003)
- À ton image, regia di Aruna Villiers (2004)
- Una lunga domenica di passioni (Un long dimanche de fiançailles), regia di Jean-Pierre Jeunet (2004)
- Je m'appelle Elisabeth, regia di Jean-Pierre Améris (2006)
- L'esplosivo piano di Bazil (Micmacs à tire-larigot), regia di Jean-Pierre Jeunet (2009)
- L'uomo che ride (L'homme qui rit), regia di Jean-Pierre Améris (2012)
- Lo straordinario viaggio di T.S. Spivet (The Young and Prodigious T. S. Spivet), regia di Jean-Pierre Jeunet (2013)
- L'odeur de la mandarine, regia di Gilles Legrand (2015)
- Raoul Taburin, regia di Pierre Godeau (2018)
- Dov'è il mio corpo? (J'ai perdu mon corps), regia di Jérémy Clapin (2019)
- Bigbug, regia di Jean-Pierre Jeunet (2022)